# Verträge über Zusammenarbeit im Verteidigungsbereich zwischen Frankreich und Großbritannien 2010

Frankreich (blau) und Großbritannien (rot).

Bei den Verträgen über die Zusammenarbeit in der Verteidigungs- und Sicherheitspolitik zwischen Großbritannien und Frankreich (englisch UK-France Defence Cooperation Treaty, auch: Lancaster House treaty for defence and security cooperation) (französisch Déclaration sur la coopération de défense et de sécurité) handelt es sich um sicherheitspolitisch und militärisch bedeutende Vereinbarungen zwischen den europäischen Atommächten und NATO-Mitgliedsstaaten Großbritannien und Frankreich und hat zur Zielsetzung bei abnehmenden Verteidigungsbudgets der Staaten die kollektive Verteidigungsfähigkeit zu erhöhen und auch zu einer Verbesserung im Rahmen des NATO-Bündnisses und der Europäischen Union beizutragen. In den britischen Medien wurden diese Vereinbarungen auch als Verteidigungspakt betitelt.

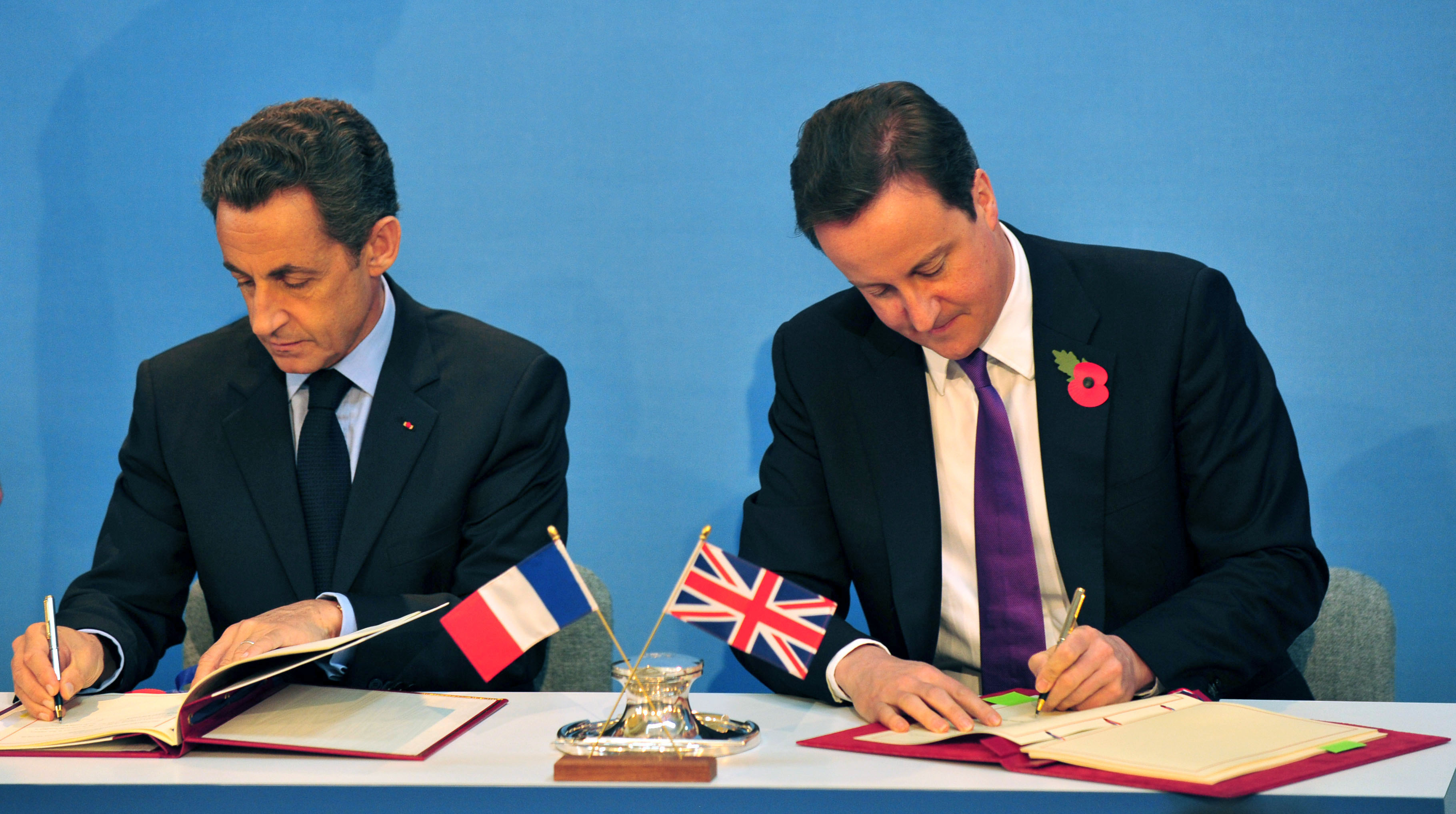

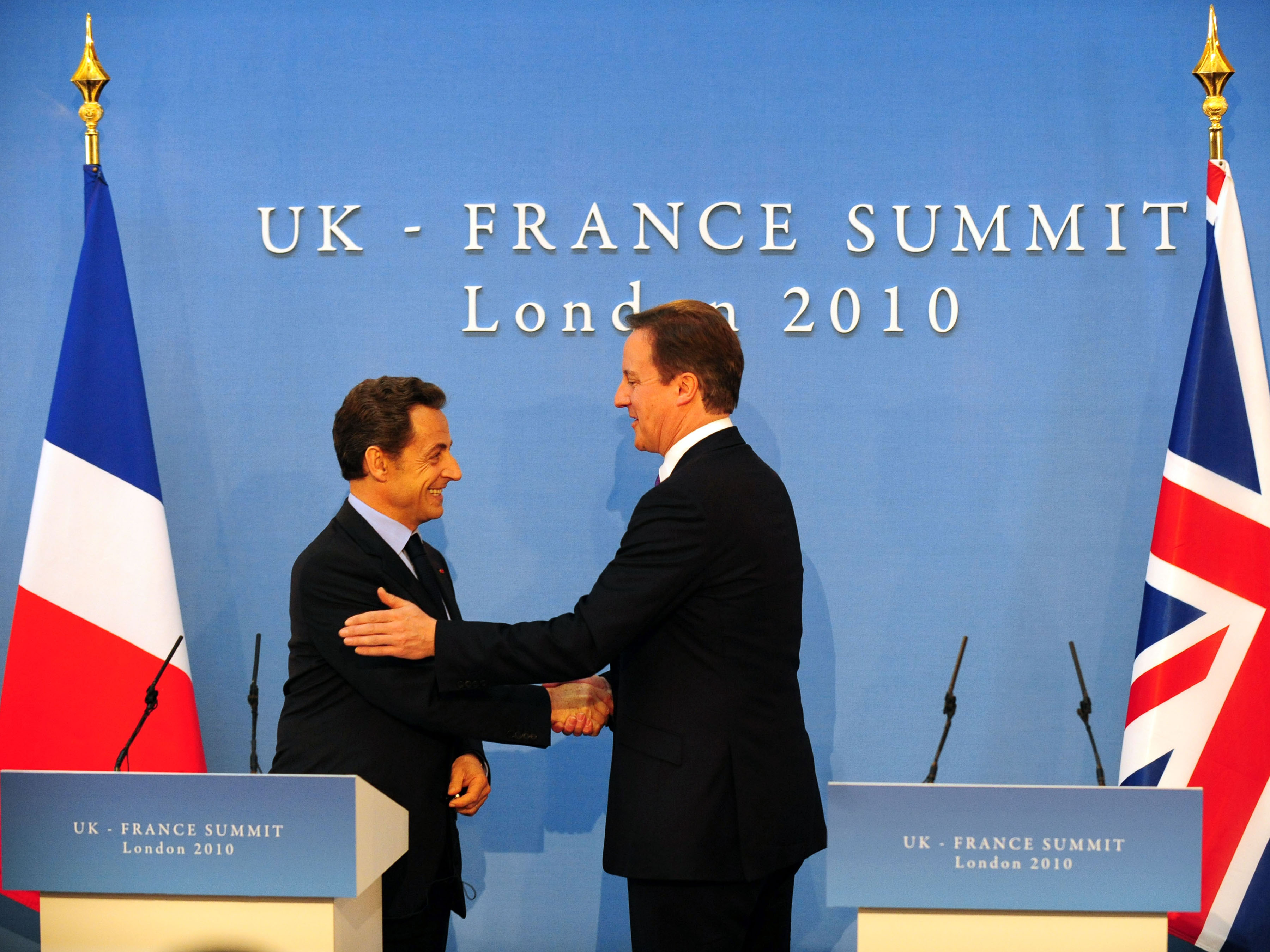

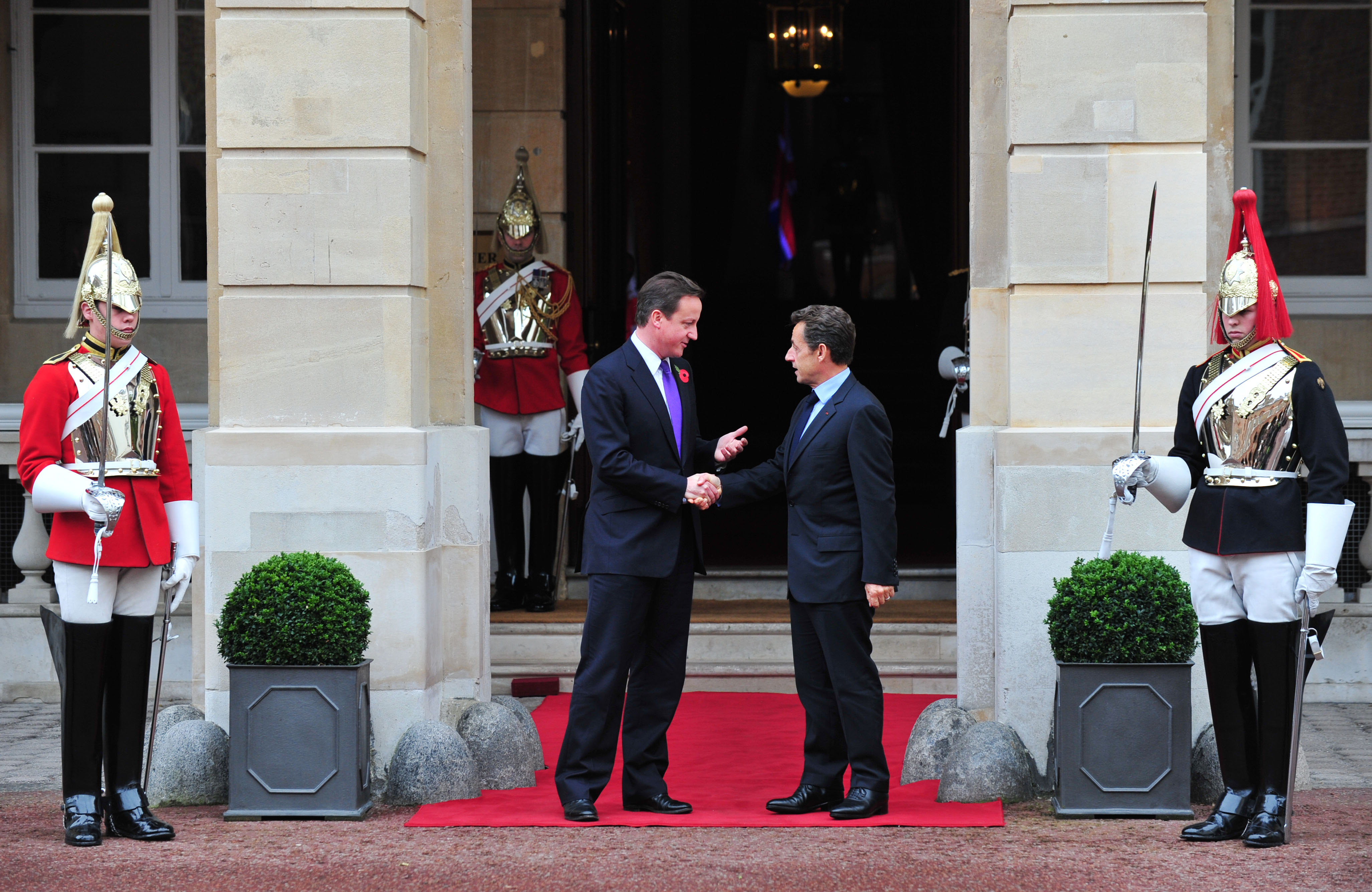

## Geschichte
Am 2. November 2010 unterzeichneten der britische Premierminister David Cameron und der französische Staatspräsident Nicolas Sarkozy im Lancaster House in London die Verträge, die eine engere Zusammenarbeit im Rüstungsbereich und bei den Streitkräfte umfassen und auch zum Zwecke der Kosteneinsparung im Verteidigungsbudget dienen sollen. Aus britischer Sicht stützen sich diese Maßnahmen auf die Ergebnisse von Untersuchungen bei der strategischen Verteidigung und Sicherheit des Landes (Strategic Defence and Security Review, SDSR) die engere Beziehungen mit den wichtigsten Verbündeten vorsehen, die den britischen Sicherheitsinteressen und den militärischen Fähigkeiten am Nächsten sind.
Am 8. Juli 2011 traf sich nach dem Inkrafttreten des Vertrages eine Gruppe von hochrangigen Vertretern beider Staaten, die aus zivilen und militärischen Experten besteht. Dabei ging es auch um die jüngsten Entwicklungen in Libyen, Afghanistan, Pakistan, den Iran und den Golfstaaten, sowie um die Piraterie vor der Küste von Somalia, um Cyber-Attacken und andere technologische Bedrohungen, Terrorismusbekämpfung, und aktuelle Entwicklungen in der Verteidigungs- und Sicherheitspolitik.
Am 17. Februar 2012 teilten beide Staaten mit, bis 2020 gemeinsam die Entwicklung von MALE; unbemannten Luftfahrzeugen mittlerer Höhe voranzutreiben. Hersteller des als Telemos bezeichneten UAVs werden die Rüstungsunternehmen BAE Systems und Dassault Aviation sein. Das britische 32nd Regiment Royal Artillery und das französische 61e régiment d’artillerie (61e RA) kooperieren bereits in der Weiterentwicklung und Interoperabilität der britischen Aufklärungsdrohne Watchkeeper.

## Kooperationsbereiche
Inhaltlich wurde hierzu von den Verteidigungsministerien beider Staaten und den Medien folgendes bekannt:

### Verteidigungsfähigkeiten
Auf den Flugzeugträgern Queen Elizabeth und Charles de Gaulle sollen die Katapulte und Haltevorrichtungen für Starts und Landungen von Flugzeugen beider Staaten umgerüstet werden. Auch der geplante Bau eines zweiten französischen Flugzeugträgers, Projekt Porte-Avions 2 (Richelieu R 92), soll dies berücksichtigen. Ab 2020 soll zudem dann eine britisch-französische Flugzeugträgerkampfgruppe im Einsatz sein.
Die Militärtransporter und Tankflugzeuge vom Typ Airbus A400M sollen ab Zuführung 2012 für beide Staaten zur Verfügung stehen und in Zusammenarbeit mit EADS auch Kooperationen bei der Ausbildung und Wartung umfassen. Bereits im Juni 2010 fanden hierzu erste Gespräche statt.

### Kernwaffen
Im Bereich der Kernwaffenforschung und der Wartung des Kernwaffenarsenals sollen Kooperationen entstehen, wozu in Frankreich bis 2022 der Bau eines neu errichteten Kernwaffen-Simulationszentrums (joint nuclear facility) in Valduc (Côte-d’Or) und jetzt bereits die Zusammenarbeit mit dem Atomic Weapons Establishment (AWE) in Aldermaston (West Berkshire) vorgesehen ist.

### Combined Joint Expeditionary Force
Beide Staaten vereinbarten zudem ab 2011 den Aufbau einer schnellen Eingreiftruppe, Combined Joint Expeditionary Force (CJEF) / Force Expéditionnaire Interarmées, die auch über Luft- und Seeunterstützung verfügen soll. Die Truppenstärke soll rund 3.500 bis 5.000 Soldaten von jeder Nation umfassen. Die nationalen Kontingente bleiben dabei truppendienstlich national geführt und werden im Einsatz sowie bei Manövern einen Verbund bilden. Ein turnusgemäßer Wechsel der Führung durch einen Kommandeur der Armée de Terre und der British Army ist geplant. 2020 erklärten die Verteidigungsminister von Großbritannien und Frankreich die volle Einsatzbereitschaft der CJEF.

### Rüstungskooperation
Im Rüstungsbereich sollen Kooperationen bei der Entwicklung, Beschaffung und Finanzierung von neuen strategischen Atom-U-Boote (Kooperationen ohne den Bereich Reaktorkern und Trägerraketen), Anti-Schiffs-Raketen, Drohnen (bis 2030 auch luftangriffsfähige UAV) und die Verbesserung des gemeinsam produzierten Marschflugkörpers Storm Shadow/SCALP sowie die Entwicklung deren Nachfolgesysteme, die Future Cruise/Anti-Ship Weapon, zu Einsparungen führen. Ebenso ist eine Zusammenarbeit im Bereich der militärischen Kommunikationssatelliten und im Bereich der Informationstechnologien (Cyberwar) vorgesehen.